# 将軍祠駅
将軍祠駅（しょうぐんしえき、閩南語:tsiong-kun-sû tsām）は、中華人民共和国福建省廈門市思明区開元街道後江社区文園路と将軍祠路の交差点にある、廈門軌道交通1号線の駅である。

## 歴史
- 2017年12月31日1号線の駅として開業。

## 駅構造

### のりば
| 番線 | 路線              | 方面                                | 行先        |
| ---- | ----------------- | ----------------------------------- | ----------- |
|      | 廈門軌道交通1号線 | 烏石浦・火炬園・官任・廈門北駅 方面 | 岩内 行き   |
|      | 廈門軌道交通1号線 | 中山公園・鎮海路 方面               | 鎮海路 行き |

## 隣の駅
廈門軌道交通
■1号線
中山公園駅 - 将軍祠駅 - 文竈駅